# Uhry (Königslutter)
Uhry is een klein dorp 35 km oostelijk van Braunschweig in Landkreis Helmstedt in Nedersaksen.
De plaats ligt dicht bij de Autobahn A2 Berlijn-Hannover. Uhry heeft ca. 180 inwoners en behoort tot de stad Königslutter am Elm.

## Voorzieningen
In Uhry staat de Auferstehungskapelle van de Evangelische Freikirche (vrije evangelische kerk). Bovendien heeft Uhry, samen met de naburige dorp Beienrode, een sportclub voor voetbal, tafeltennis en gymnastiek.

## Wapen
Het wapen van Uhry is een grafisch evenbeeld van een landkaart. De groene achtergrond kruist de beek Uhrau en de dichte Autobahn A2. De eikel naast het eikelblad en de aar tekenen Uhry als een dorp met velen bossen en akkers. De gemeenteraad stemde op 1 maart 1974 in met het wapen.

## Hasenwinkel
Samen met de plaatsen Heiligendorf, Neindorf, Almke, Klein Steimke, Ochsendorf, Rhode, Ahmstorf, Beienrode, Rennau en Rottorf vormt Uhry het landschap Hasenwinkel, dat zich zuidelijk van de stad Wolfburg uitstrekt. Met het landschap Grevenland vormde de Hasenwinkel in de late Middeleeuwen het ambt Fallersleben.

## Kwartszandafbouw
Noordoostelijk van Uhry is een grote afbouwgebied voor kwartszand. 50 miljoen jaar geleden bevond zich op het gebied van de hedendaagse Uhry een rivierdelta. Hier konden zich kiezel en zand afzetten. Deze afzetting bestaat vandaag de dag uit 100 procent kwarts. Dit witte zand wordt bijvoorbeeld voor computerchips gebruikt. 
De grootste ooit gevonden zwerfsteen, met een gewicht van 45 t, ligt bij een informatiepunt aan de straat tussen Rhode en Uhry. Vanuit dit punt is een goed panorama te zien op de zandgroeven en de daardoor ontstane meren.